# نهائي كأس إيطاليا 1985
نهائي كأس إيطاليا 1985 هي المباراة النهائية من منافسة كأس إيطاليا 1984–85، أقيمت المباراة في 1985، بين فريقي جمعية كرة القدم ميلان، ونادي سامبدوريا، وفاز فيها نادي سامبدوريا.